# Mogliano Veneto
Mogliano Veneto est une ville italienne de la province de Trévise dans la région Vénétie en Italie.

## Administration
| Période                                  | Période | Identité | Étiquette | Qualité |
| ---------------------------------------- | ------- | -------- | --------- | ------- |
|                                          |         |          |           |         |
| Les données manquantes sont à compléter. |         |          |           |         |

### Hameaux

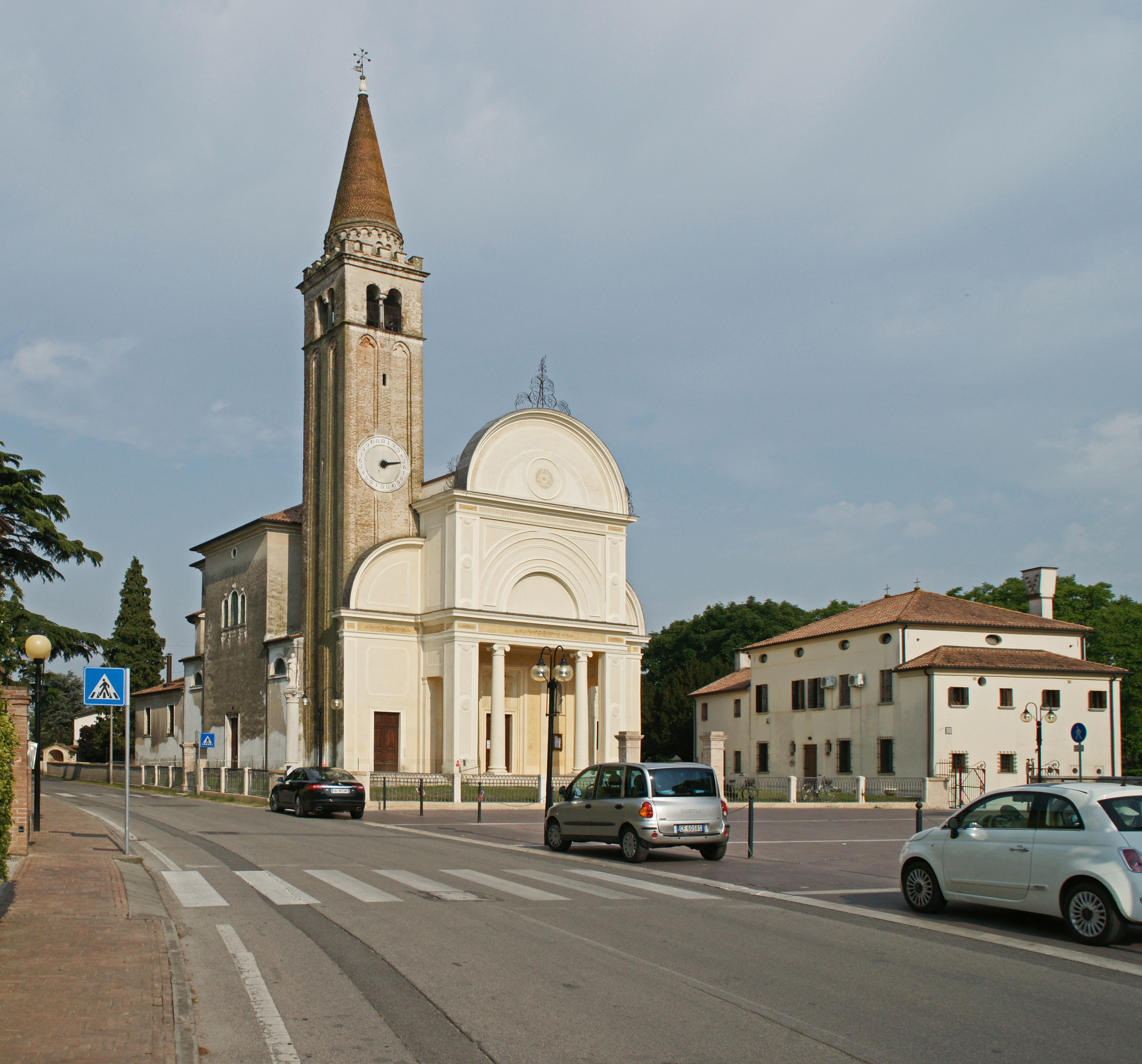
Santa Elena di Zerman

Bonisiolo, Campocroce, Marocco, Mazzocco, Zerman

### Communes limitrophes
Casale sul Sile, Marcon, Preganziol, Quarto d'Altino, Scorzè, Venise, Zero Branco

### Personnalités liées à Mogliano
- Giovanni Battista Piranesi, dit Piranèse, né à Mogliano Veneto le 4 octobre 1720 et mort à Rome le 9 novembre 1778, graveur et architecte italien.
- Giuseppe Berto, écrivain (Mogliano Veneto, 27 décembre 1914 - Rome 1er novembre 1978)

## Sport
- Mogliano Rugby SSD

Mogliano a accueilli, le 25 août 2007, le match Japon-Portugal (15-13) comptant pour la préparation de la Coupe du monde de rugby à XV 2007.
La commune dispose de son propre stade municipal, le Stade communal de Mogliano Veneto, pouvant accueillir des matchs de football et de rugby à XV.